# Chponka
Une chponka (en russe : Шпонка) est une languette, qui fait office de cheville pour une icône en vue d'augmenter la rigidité et la résistance des éléments de la doska quand cette dernière est composée de plusieurs planches de bois juxtaposées. Le nombre et la dimension des chponkas varie en fonction de la taille et du nombre d'éléments de bois de l'icône à assembler. Constituées, au début, de sangles, d'épis en bois, elles deviennent plus tard des systèmes de tenons et de mortaises.